# Samsung Galaxy J3 (2018)
O Samsung Galaxy J3 (2018) (também conhecido como Galaxy J3 Star, Galaxy J3 Aura, Galaxy J3 V (2018) e Galaxy Amp Prime 3) é um smartphone Android fabricado pela Samsung Electronics, lançado em 8 de junho de 2018.

## Especificações

### Hardware
O Galaxy J3 (2018) é alimentado por um SoC Exynos 7570 com 1,4 CPU ARM Cortex-A53 de GHz, uma GPU ARM Mali-T720MP2 com 2 GB de RAM e 16 GB de armazenamento interno que pode ser expandido até 400 GB por meio de um cartão microSD.
Ele tem uma tela LCD de 5,62 polegadas com resolução de 720p. A câmera traseira de 8 MP apresenta abertura f/1.9, autofoco, Flash LED, HDR e vídeo Full HD. A câmera frontal é de 5 MP com abertura de f/2.2.

### Software
O Galaxy J3 (2018) executa o Android 8.0.0 “Oreo” e a interface de usuário Experience|Experience da Samsung. A Verizon o promove como J3 (2018) e J3 V (2018), que podem ser atualizados para 9 “Pie” e One UI.